# 対話
対話（たいわ））とは、直接に向かい合って互いに話をすること。会話、ダイアローグ (英: dialogue) 。一人語りであるモノローグ（英: monologue ）と対比される。
会話により進行する形式を採用した文学・哲学などの作品を、2人の場合は「対談（たいだん）」あるいは「対話篇（たいわへん）」、3人の場合は「鼎談（ていだん）」と呼ぶ。

## 歴史

### 古代
対話形式（ダイアローグ）は、古くから洋の東西を問わず、哲学・宗教・思想や、文学・演劇に関する作品に、数多く採用されてきた。
西洋においては、古代ギリシャのギリシア悲劇の諸作品や、プラトン、クセノポンらによる「ソクラテス的対話篇」などが著名である。ソクラテスの場合、彼自身が問答法（産婆術）と呼ばれる対話的手法を用いていたため、対話形式の作品と相性が良い。アリストテレスもまた、散逸してしまったものの、対話篇の哲学作品を数多く著していた（詳細はアリストテレス著作目録を参照）。
東洋においても、仏教や儒教などの経典においては、釈迦・孔子とその弟子との対話（問答）形式の作品が多い。ヒンドゥー教の重要経典『バガヴァッド・ギーター』も、大部分がクリシュナとアルジュナの対話によって進行する。